# ريان كالدويل
ريان كالدويل هو لاعب هوكي الجليد كندي، ولد في 15 يونيو 1981 في براندون في كندا.

## وصلات خارجية
- ريان كالدويل على موقع دوري الهوكي الوطني (الإنجليزية)
- ريان كالدويل على موقع قاعة مشاهير الهوكي (لاعب أن.إتش.أل) (الإنجليزية)
- ريان كالدويل على موقع EliteProspects.com (الإنجليزية)
- ريان كالدويل على موقع Eurohockey.com (الإنجليزية)
- ريان كالدويل على موقع HockeyDB.com (الإنجليزية)
- ريان كالدويل على موقع Hockey-Reference.com (الإنجليزية)